# دوري أبطال آسيا 2013 ملحق التصفيات
دوري أبطال آسيا 2013 ملحق التصفيات تنافس بها ستة فرق (أربعة من منطقة غرب آسيا، واثنان من منطقة شرق آسيا).
أقيمت قرعة ملحق التصفيات بمقر الاتحاد الآسيوي في كوالالمبور، ماليزيا يوم 6 ديسمبر 2012، 16:00 UTC+8. لعبت كل مواجهة في مباراة واحدة، وتم اللجوء إلى وقت إضافي وركلات ترجيحية لتحديد الفائز إذا لزم الأمر. يتأهل الفائز من كل مباراة إلى دور المجموعات لينضم إلى الفرق ال29 التي تشارك مباشرة بدور المجموعات.

## المباريات
لعبت المباريات في 9 و13 فبراير 2013.
| فريق 1          | نتيجة                   | فريق 2          |
| منطقة غرب آسيا  | منطقة غرب آسيا          | منطقة غرب آسيا  |
| --------------- | ----------------------- | --------------- |
| صبا قم          | 1–1 (ب.و.إ.) (3–5 ج.)   | الشباب العربي   |
| النصر           | 3–2                     | لوكوموتيف طشقند |
| منطقة شرق آسيا  |                         |                 |
| بوريرام يونايتد | 0–0 (ب.و.إ.) (3–0 ج.) 1 | بريزبان رور     |

ملاحظات
ملاحظة 1: كان بريزبان رور قد منح أفضلية اللعب على أرضه عقب القرعة الأصلية، ولكن تم تحويل المباراة لاحقاً بحيث يستيضفها بوريرام يونايتد وفقاً لاتفاق بين الفريقين بسبب إعادة جدولة المباراة من الموعد الأصلي.

### منطقة غرب آسيا
| صبا قم      | 1–1 (ب.و.إ.) | الشباب العربي |
| ----------- | ------------ | ------------- |
| رزاقيراد 4' | تقرير        | ضاحي 89'      |

| النصر                                            | 2–3   | لوكوموتيف طشقند             |
| ------------------------------------------------ | ----- | --------------------------- |
| موريموتو 30' · الفردان 78' · ليو ليما 89' (ركل.) | تقرير | كاربينكو 71' · خولماتوف 76' |

### منطقة شرق آسيا
| بوريرام يونايتد | 0–0 (ب.و.إ.) | بريزبان رور |
| --------------- | ------------ | ----------- |
|                 | تقرير        |             |

## وصلات خارجية
- الموقع الرسمي